# برايان ليندسي
برايان ليندسي (بالإنجليزية: Brian Lindsay)‏ هو سياسي أسترالي، ولد في 22 يناير 1937 في أستراليا. حزبياً، نشط في Queensland Liberal Party ‏. في 1974 Queensland state election ‏، انتخب عضو المجلس التشريعي ولاية كوينزلاند عن دائرة Electoral district of Everton ‏ (7 ديسمبر 1974 – 12 نوفمبر 1977).